# XXIV Governo Constitucional de Portugal
O XXIV Governo Constitucional foi um governo de Portugal, nomeado e empossado pelo presidente da República Marcelo Rebelo de Sousa com base nos resultados das eleições legislativas de 2024. Em 21 de março de 2024, o Presidente indigitou Luís Montenegro como Primeiro-Ministro. Montenegro é presidente do Partido Social Democrata (PPD/PSD), o maior partido a integrar a Aliança Democrática, coligação que obteve maioria relativa na Assembleia da República naquelas eleições. 
Estas eleições foram antecipadas devido à demissão do primeiro-ministro António Costa no dia 7 de novembro de 2023.  
O Governo começou a enfrentar fortes desafios durante a alteração à lei dos solos por causa de conflitos de interesse e o escrutínio associado acabou por dar origem ao Caso Spinumviva, envolvendo o próprio primeiro-ministro e sendo a causa de duas moções de censura (rejeitadas) e uma moção de confiança, que foi rejeitada e levou automaticamente à demissão do governo, em 11 de março de 2025, nos termos do artigo 195.º, n.º 1, alínea e) da Constituição. Desde então, o XXIV Governo ficou limitado à prática dos atos estritamente necessários para assegurar a gestão dos negócios públicos, nos termos do artigo 186.º da Constituição.

## Tomada de posse
O governo tomou posse a 2 de abril de 2024, no Palácio Nacional da Ajuda.

## Composição
De acordo com o artigo 183.º da Constituição, o Governo é constituído pelo Primeiro-Ministro, pelos ministros e pelos secretários e subsecretários de Estado, podendo incluir um ou mais vice-primeiros-ministros. O número, a designação e as atribuições dos ministérios e secretarias de Estado, bem como as formas de coordenação entre eles, são determinados, consoante os casos, pelos decretos de nomeação dos respetivos titulares ou por decreto-lei. 
O XXIV Governo Constitucional é assim composto por um primeiro-ministro, por 17 ministros (dois dos quais ministros de Estado) e por 40 secretários de Estado. Não contempla nenhum vice-primeiro-ministro nem subsecretários de Estado. 

### Departamentos governamentais
- Presidência do Conselho de Ministros — dirigida pelo primeiro-ministro e integrando também:
  - Ministro da Presidência, coadjuvado por dois secretários de Estado,
  - Ministro adjunto e da Coesão Territorial, coadjuvado por dois secretários de Estado,
  - Ministro dos Assuntos Parlamentares, coadjuvado por dois secretários de Estado,
  - Ministro das Infraestruturas e Habitação, coadjuvado por três secretários de Estado,
  - Ministra da Juventude e Modernização, coadjuvada por dois secretários de Estado;
- Ministério dos Negócios Estrangeiros — dirigido pelo ministro de Estado e dos Negócios Estrangeiros, coadjuvado por três secretários de Estado;
- Ministério das Finanças — dirigido pelo ministro de Estado e das Finanças, coadjuvado por três secretários de Estado;
- Ministério da Defesa Nacional — dirigido pelo ministro da Defesa Nacional, coadjuvado por dois secretários de Estado;
- Ministério da Justiça — dirigido pela ministra da Justiça, coadjuvada por dois secretários de Estado;
- Ministério da Administração Interna — dirigido pela ministra da Administração Interna, coadjuvada por dois secretários de Estado;
- Ministério da Educação, Ciência e Inovação — dirigido pelo ministro da Educação, Ciência e Inovação, coadjuvado por três secretários de Estado;
- Ministério da Saúde — dirigido pela ministra da Saúde, coadjuvada por dois secretários de Estado;
- Ministério da Economia — dirigido pelo ministro da Economia, coadjuvado por três secretários de Estado;
- Ministério do Trabalho, Solidariedade e Segurança Social — dirigido pela ministra do Trabalho, Solidariedade e Segurança Social, coadjuvada por três secretários de Estado;
- Ministério do Ambiente e Energia — dirigido pela ministra do Ambiente e Energia, coadjuvada por dois secretários de Estado;
- Ministério da Agricultura e Pescas — dirigido pelo ministro da Agricultura e Pescas, coadjuvado por três secretários de Estado;
- Ministério da Cultura — dirigido pela ministra da Cultura, coadjuvada por um secretário de Estado.[4]

### Primeiro-Ministro
| Retrato | Cargo                                                       | Detentor                | Partido | Partido | Período                                 |
| ------- | ----------------------------------------------------------- | ----------------------- | ------- | ------- | --------------------------------------- |
|         | Primeiro-Ministro (Artigo 183.º da Constituição Portuguesa) | Luís Montenegro (1973–) |         | PPD/PSD | 2 de abril de 2024 – 5 de junho de 2025 |

### Ministros
| Retrato | Cargo                                                  | Detentor                               | Partido | Partido      | Período                                 |
| ------- | ------------------------------------------------------ | -------------------------------------- | ------- | ------------ | --------------------------------------- |
|         | Ministro de Estado e dos Negócios Estrangeiros         | Paulo Rangel (1968–)                   |         | PPD/PSD      | 2 de abril de 2024 – 5 de junho de 2025 |
|         | Ministro de Estado e das Finanças                      | Joaquim Miranda Sarmento (1978–)       |         | PPD/PSD      | 2 de abril de 2024 – 5 de junho de 2025 |
|         | Ministro da Presidência                                | António Leitão Amaro (1980–)           |         | PPD/PSD      | 2 de abril de 2024 – 5 de junho de 2025 |
|         | Ministro Adjunto e da Coesão Territorial               | Manuel Castro Almeida (1957–)          |         | PPD/PSD      | 2 de abril de 2024 – 5 de junho de 2025 |
|         | Ministro dos Assuntos Parlamentares                    | Pedro Duarte (1973–)                   |         | PPD/PSD      | 2 de abril de 2024 – 5 de junho de 2025 |
|         | Ministro da Defesa Nacional                            | Nuno Melo (1966–)                      |         | CDS-PP       | 2 de abril de 2024 – 5 de junho de 2025 |
|         | Ministra da Justiça                                    | Rita Júdice (1973–)                    |         | Independente | 2 de abril de 2024 – 5 de junho de 2025 |
|         | Ministra da Administração Interna                      | Margarida Blasco (1956–)               |         | Independente | 2 de abril de 2024 – 5 de junho de 2025 |
|         | Ministro da Educação, Ciência e Inovação               | Fernando Alexandre (1972–)             |         | Independente | 2 de abril de 2024 – 5 de junho de 2025 |
|         | Ministra da Saúde                                      | Ana Paula Martins (1965–)              |         | PPD/PSD      | 2 de abril de 2024 – 5 de junho de 2025 |
|         | Ministro das Infraestruturas e Habitação               | Miguel Pinto Luz (1977–)               |         | PPD/PSD      | 2 de abril de 2024 – 5 de junho de 2025 |
|         | Ministro da Economia                                   | Pedro Reis (1967–)                     |         | PPD/PSD      | 2 de abril de 2024 – 5 de junho de 2025 |
|         | Ministra do Trabalho, Solidariedade e Segurança Social | Maria do Rosário Palma Ramalho (1960–) |         | Independente | 2 de abril de 2024 – 5 de junho de 2025 |
|         | Ministra do Ambiente e Energia                         | Maria da Graça Carvalho (1955–)        |         | PPD/PSD      | 2 de abril de 2024 – 5 de junho de 2025 |
|         | Ministra da Juventude e Modernização                   | Margarida Balseiro Lopes (1989–)       |         | PPD/PSD      | 2 de abril de 2024 – 5 de junho de 2025 |
|         | Ministro da Agricultura e Pescas                       | José Manuel Fernandes (1967–)          |         | PPD/PSD      | 2 de abril de 2024 – 5 de junho de 2025 |
|         | Ministra da Cultura                                    | Dalila Rodrigues (1961–)               |         | Independente | 2 de abril de 2024 – 5 de junho de 2025 |

### Secretários de Estado
Cada ministro é coadjuvado no exercício das suas funções por um ou mais secretários de Estado.
| Retrato                                    | Cargo                                                                   | Detentor                    | Partido               | Período                                      |
| Negócios Estrangeiros                      | Negócios Estrangeiros                                                   | Negócios Estrangeiros       | Negócios Estrangeiros | Negócios Estrangeiros                        |
| ------------------------------------------ | ----------------------------------------------------------------------- | --------------------------- | --------------------- | -------------------------------------------- |
|                                            | Secretária de Estado dos Assuntos Europeus                              | Inês Domingos               | PPD/PSD               | 5 de abril de 2024 – 5 de junho de 2025      |
|                                            | Secretário de Estado dos Negócios Estrangeiros e da Cooperação          | Nuno Sampaio                | PPD/PSD               | 5 de abril de 2024 – 5 de junho de 2025      |
|                                            | Secretário de Estado das Comunidades Portuguesas                        | José Cesário                | PPD/PSD               | 5 de abril de 2024 – 5 de junho de 2025      |
| Finanças                                   |                                                                         |                             |                       |                                              |
|                                            | Secretário de Estado Adjunto e do Orçamento                             | José Maria Brandão de Brito | PPD/PSD               | 5 de abril de 2024 – 5 de junho de 2025      |
|                                            | Secretária de Estado dos Assuntos Fiscais                               | Cláudia Reis Duarte         | PPD/PSD               | 5 de abril de 2024 – 5 de junho de 2025      |
|                                            | Secretária de Estado da Administração Pública                           | Marisa Garrido              | PPD/PSD               | 5 de abril de 2024 – 5 de junho de 2025      |
| Presidência do Conselho de Ministros       |                                                                         |                             |                       |                                              |
|                                            | Secretário de Estado da Presidência do Conselho de Ministros            | Paulo Lopes Marcelo         | PPD/PSD               | 5 de abril de 2024 – 5 de junho de 2025      |
|                                            | Secretário de Estado Adjunto da Presidência                             | Rui Armindo Freitas         | PPD/PSD               | 5 de abril de 2024 – 5 de junho de 2025      |
| Adjunto e da Coesão Territorial            |                                                                         |                             |                       |                                              |
|                                            | Secretário de Estado do Planeamento e Desenvolvimento Regional          | Hélder Reis                 | PPD/PSD               | 5 de abril de 2024 – 5 de junho de 2025      |
|                                            | Secretário de Estado da Administração Local e Ordenamento do Território | Hernâni Dias                | PPD/PSD               | 5 de abril de 2024 – 28 de janeiro de 2025   |
|                                            | Secretário de Estado da Administração Local e Ordenamento do Território | Silvério Regalado           | PPD/PSD               | 13 de fevereiro de 2025 – 5 de junho de 2025 |
| Assuntos Parlamentares                     |                                                                         |                             |                       |                                              |
|                                            | Secretário de Estado Adjunto e dos Assuntos Parlamentares               | Carlos Abreu Amorim         | PPD/PSD               | 5 de abril de 2024 – 28 de janeiro de 2025   |
|                                            | Secretário de Estado do Desporto                                        | Pedro Dias                  | PPD/PSD               | 5 de abril de 2024 – 28 de janeiro de 2025   |
| Defesa Nacional                            |                                                                         |                             |                       |                                              |
|                                            | Secretário de Estado Adjunto e da Defesa Nacional                       | Álvaro Castello-Branco      | CDS–PP                | 5 de abril de 2024 – 28 de janeiro de 2025   |
|                                            | Secretária de Estado da Defesa Nacional                                 | Ana Isabel Xavier           | PPD/PSD               | 5 de abril de 2024 – 28 de janeiro de 2025   |
| Justiça                                    |                                                                         |                             |                       |                                              |
|                                            | Secretária de Estado Adjunta e da Justiça                               | Maria Clara Figueiredo      | PPD/PSD               | 5 de abril de 2024 – 28 de janeiro de 2025   |
|                                            | Secretária de Estado da Justiça                                         | Maria José Barros           | PPD/PSD               | 5 de abril de 2024 – 28 de janeiro de 2025   |
| Administração Interna                      |                                                                         |                             |                       |                                              |
|                                            | Secretário de Estado da Administração Interna                           | Telmo Correia               | CDS–PP                | 5 de abril de 2024 – 28 de janeiro de 2025   |
|                                            | Secretário de Estado da Proteção Civil                                  | Paulo Simões Ribeiro        | PPD/PSD               | 5 de abril de 2024 – 28 de janeiro de 2025   |
| Educação, Ciência e Inovação               |                                                                         |                             |                       |                                              |
|                                            | Secretário de Estado Adjunto e da Educação                              | Alexandre Homem Cristo      | PPD/PSD               | 5 de abril de 2024 – 28 de janeiro de 2025   |
|                                            | Secretário de Estado da Administração e Inovação Educativa              | Pedro Dantas da Cunha       | PPD/PSD               | 5 de abril de 2024 – 13 de fevereiro de 2025 |
|                                            | Secretário de Estado da Administração e Inovação Educativa              | Maria Luísa Oliveira        | PPD/PSD               | 13 de fevereiro de 2025 – 5 de junho de 2025 |
|                                            | Secretária de Estado da Ciência                                         | Ana Maria Paiva             | PPD/PSD               | 5 de abril de 2024 – 28 de janeiro de 2025   |
| Saúde                                      |                                                                         |                             |                       |                                              |
|                                            | Secretária de Estado da Saúde                                           | Ana Povo                    | PPD/PSD               | 5 de abril de 2024 – 28 de janeiro de 2025   |
|                                            | Secretária de Estado da Gestão da Saúde                                 | Cristina Vaz Tomé           | PPD/PSD               | 5 de abril de 2024 – 28 de janeiro de 2025   |
| Infraestruturas e Habitação                |                                                                         |                             |                       |                                              |
|                                            | Secretário de Estado das Infraestruturas                                | Hugo Espírito Santo         | PPD/PSD               | 5 de abril de 2024 – 28 de janeiro de 2025   |
|                                            | Secretária de Estado da Mobilidade                                      | Cristina Pinto Dias         | PPD/PSD               | 5 de abril de 2024 – 28 de janeiro de 2025   |
|                                            | Secretária de Estado da Habitação                                       | Patrícia Machado Santos     | PPD/PSD               | 5 de abril de 2024 – 28 de janeiro de 2025   |
| Economia                                   |                                                                         |                             |                       |                                              |
|                                            | Secretário de Estado do Turismo                                         | Pedro Machado               | PPD/PSD               | 5 de abril de 2024 – 28 de janeiro de 2025   |
|                                            | Secretário de Estado da Economia                                        | João Rui Ferreira           | PPD/PSD               | 5 de abril de 2024 – 28 de janeiro de 2025   |
|                                            | Secretária de Estado do Mar                                             | Lídia Bulcão                | PPD/PSD               | 5 de abril de 2024 – 28 de janeiro de 2025   |
| Trabalho, Solidariedade e Segurança Social |                                                                         |                             |                       |                                              |
|                                            | Secretário de Estado da Segurança Social                                | Jorge Campino               | PPD/PSD               | 5 de abril de 2024 – 28 de janeiro de 2025   |
|                                            | Secretário de Estado da Segurança Social                                | Filipa Lima                 | PPD/PSD               | 13 de fevereiro de 2025 – 5 de junho de 2025 |
|                                            | Secretária de Estado da Ação Social e da Inclusão                       | Clara Marques Mendes        | PPD/PSD               | 5 de abril de 2024 – 28 de janeiro de 2025   |
|                                            | Secretário de Estado do Trabalho                                        | Adriano Rafael Moreira      | PPD/PSD               | 5 de abril de 2024 – 28 de janeiro de 2025   |
| Ambiente e Energia                         |                                                                         |                             |                       |                                              |
|                                            | Secretário de Estado do Ambiente                                        | Emídio Sousa                | PPD/PSD               | 5 de abril de 2024 – 28 de janeiro de 2025   |
|                                            | Secretário de Estado da Energia                                         | Maria João Pereira          | PPD/PSD               | 5 de abril de 2024 – 13 de fevereiro de 2025 |
|                                            | Secretário de Estado da Energia                                         | Jean Barroca                | PPD/PSD               | 13 de fevereiro de 2025 – 5 de junho de 2025 |
| Juventude e Modernização                   |                                                                         |                             |                       |                                              |
|                                            | Secretária de Estado Adjunta e da Igualdade                             | Carla Mouro                 | PPD/PSD               | 5 de abril de 2024 – 13 de fevereiro de 2025 |
|                                            | Secretária de Estado Adjunta e da Igualdade                             | Carla Rodrigues             | PPD/PSD               | 13 de fevereiro de 2025 – 5 de junho de 2025 |
|                                            | Secretário de Estado da Modernização e da Digitalização                 | Alberto Rodrigues da Silva  | PPD/PSD               | 5 de abril de 2024 – 28 de janeiro de 2025   |
| Agricultura e Pescas                       |                                                                         |                             |                       |                                              |
|                                            | Secretário de Estado da Agricultura                                     | João Moura                  | PPD/PSD               | 5 de abril de 2024 – 28 de janeiro de 2025   |
|                                            | Secretária de Estado das Pescas                                         | Cláudia Monteiro de Aguiar  | PPD/PSD               | 5 de abril de 2024 – 28 de janeiro de 2025   |
|                                            | Secretário de Estado das Florestas                                      | Rui Ladeira                 | PPD/PSD               | 5 de abril de 2024 – 28 de janeiro de 2025   |
| Cultura                                    |                                                                         |                             |                       |                                              |
|                                            | Secretário de Estado da Cultura                                         | Maria de Lurdes Craveiro    | PPD/PSD               | 5 de abril de 2024 – 13 de fevereiro de 2025 |
|                                            | Secretário de Estado da Cultura                                         | Alberto Santos              | PPD/PSD               | 13 de fevereiro de 2025 – 5 de junho de 2025 |